# Smetlar
Smetlar (smećar, komunalni radnik) je osoba, javni službenik ili zaposlenik tvrtke, zaposlen u svrhu skupljanja i odvoženja otpada iz kućanstava i javnih povšina mjesta predviđena za odlaganje otada (smetlišta). Smetlar je naziv i za uličnog čistača i vozača smetlarskog kamiona ili drugog vozila komunalne namjene. Zbog svakodnevne izloženosti izmetinama i štetnim plinovima (sumporovodik, metan) u prosjeku češće obolijevaju od raka, a zbog tjelesne zahtjevnosti posla i od bolesti mišićno-koštanog sustava.